# Roodbuikmeerkat
De roodbuikmeerkat (Cercopithecus erythrogaster)  is een soort van het geslacht echte meerkatten (Cercopithecus). De wetenschappelijke naam van de soort werd voor het eerst geldig gepubliceerd door Gray in 1866.

## Ondersoorten
De soort heeft twee ondersoorten:
- Cercopithecus erythrogaster erythrogaster Gray, 1866 – komt voor in het zuiden van Benin en Togo.
- Cercopithecus erythrogaster pococki Grubb, Lernould & Oates, 1999 – komt voor in het zuiden van Nigeria.